# Mark Volders
Mark Volders est un ancien footballeur belge, né le 13 avril 1977 à Xanten. Il évoluait au poste de gardien de but.